# Bécherel
Bécherel (bretonsko Begerel) je naselje in občina v severozahodnem francoskem departmaju Ille-et-Vilaine regije Bretanje. Leta 2009 je naselje imelo 748 prebivalcev.

## Geografija
Naselje leži v pokrajini Bretoniji 32 km severozahodno od Rennesa.

## Uprava
Bécherel je sedež istoimenskega kantona, v katerega so poleg njegove vključene še občine Cardroc, La Chapelle-Chaussée, Les Iffs, Irodouër, Langan, Miniac-sous-Bécherel, Romillé, Saint-Brieuc-des-Iffs in Saint-Pern z 10.843 prebivalci.
Kanton Bécherel je sestavni del okrožja Rennes.

## Zanimivosti
Bécherel se imenuje tudi "mesto knjige" (« Bécherel, cité du livre ® »). Na razmeroma majhnem ozemlju znotraj kraja se nahaja kar 15 knjigarn. Meseca marca se za konec tedna, imenovan "Pomlad pesnikov" odvija evropski festival antične grščine in latinščine. Za veliko noč se organizira Festival knjige, avgusta se predvaja Noč knjig, oktobra Bralni dan, decembra pa Zakladi Bécherela.
- guvernerija iz 16. stoletja,
- ostanki nekdanjega donjona z obzidjem,
- Notredamska cerkev iz 17. stoletja.